# Kyūshū Q1W
Il Kyūshū Q1W Tokai (東海? Mare orientale), codice di identificazione Alleato Lorna, era un aereo da pattugliamento marittimo basato a terra, bimotore ad ala bassa, sviluppato dall'azienda giapponese Kyūshū Hikōki KK nei primi anni quaranta.
Realizzato per dotare la marina imperiale di un bombardiere/pattugliatore marittimo dalle prime fasi della Guerra del Pacifico, teatro orientale della seconda guerra mondiale, non riuscì ad entrare in servizio che pochi mesi prima del termine del conflitto.
Benché visivamente somigliante al bombardiere medio tedesco Junkers Ju 88, il Q1W se ne discostava sostanzialmente, sia per le dimensioni, molto più ridotte, che per numerosi dettagli progettuali.

## Storia del progetto
Dopo l'inizio della Guerra del Pacifico, la controffensiva statunitense si basò anche nello sfruttare la ridotta capacità della Marina imperiale giapponese nella difesa della propria flotta mercantile. I sottomarini della United States Navy riuscirono in breve tempo a causare ingenti perdite causando grossi problemi nel rifornimento e per cercare di arginare il problema la Marina imperiale decise, nel settembre 1942, di emettere una specifica, la 19-Shi, per la fornitura di un nuovo velivolo adatto alla perlustrazione marittima, sufficientemente lento per essere in grado di individuare ed attaccare i sommergibili nemici avvistati anche ad una considerevole distanza dalle unità che doveva proteggere.
Alla richiesta risposero la Watanabe Tekkōsho, che a breve avrebbe diversificato la produzione creando la sua divisione aeronautica, la Kyūshū Hikōki, e la Mitsubishi Jūkōgyō. La prima avviò lo sviluppo di due progetti distinti, uno completamente nuovo ed un secondo relativo ad una variante di un aereo da addestramento destinato alla formazione degli equipaggi dei bombardieri in quel momento in fase di sviluppo, il futuro K11W1 Shiragiku, che verrà indicata come Q3W1 Nankai ("Mare del sud"), la seconda propose il Mitsubishi Q2M1 Taiyō, anch'esso derivato dall'aerosilurante destinato all'aviazione dell'esercito Mitsubishi Ki-67 Hiryū "Peggy".
Il nuovo progetto della Watanabe, che in seguito verrà identificato in base alle convenzioni di designazione della Marina imperiale Q1W (designazione "corta"), era relativo ad un velivolo di costruzione interamente metallica, bimotore, dotato di motorizzazione di potenza contenuta, ad ala bassa, con impennaggio monoderiva e carrello retrattile, caratterizzato principalmente dalla cabina di pilotaggio chiusa da un grande tettuccio finestrato "a serra" dove trovavano posto i tre membri dell'equipaggio, e dal muso completamente vetrato per facilitare l'osservazione e l'individuazione di unità nemiche.
Le specifiche del velivolo, inizialmente identificato come Aereo sperimentale da pattugliamento per la marina (tipo) 17-Shi, furono soddisfatte dal prototipo Q1W, il primo al mondo specificatamente progettato per la lotta antisommergibile, che, completato nel 1943, venne portato in volo per la prima volta nel settembre di quello stesso anno.
Approvato dalla commissione esaminatrice della Marina imperiale ed avviato alla produzione in serie come Q1W1 Tokai Model 11, venne prodotto in circa 150 esemplari dall'estate 1944 fino al termine della guerra.
In seguito venne avviato un programma di sviluppo che portò ad una prima variante caratterizzata dalla costruzione lignea della coda, identificata come Q1W2 Tokai Model 21, prodotta in pochi esemplari, ed una variante da addestramento, caratterizzata da una capacità incrementata a 4 membri, di costruzione interamente in legno, rimasta allo stadio di prototipo ed identificato come Q1W1-K Tokai-Ren.

## Impiego operativo
I Q1W furono impiegati dai reparti aerei della Marina imperiale nelle fasi finali del conflitto ma data la bassa velocità, la quota operativa sotto i 4 500 m e l'armamento difensivo basato su una sola mitragliatrice brandeggiabile posteriore calibro 7,7 mm, poco efficace nei confronti della blindatura dei caccia avversari, furono facile preda dei piloti della US Navy. Come molti altri modelli giapponesi oramai superati dagli eventi bellici finì la carriera come conversione destinata agli attacchi kamikaze.

## Versioni
Q1W1
prototipo, realizzato in un esemplare.
Q1W1 Tokai Model 11
versione principale di produzione in serie.
Q1W2 Tokai Model 21
versione realizzata con piani dell'impennaggio in legno, realizzata in un numero limitato di esemplari.
Q1W1-K Tokai-Ren
prototipo, variante da addestramento con capacità per un equipaggio di quattro membri e di costruzione interamente in legno, realizzato in un esemplare.

## Utilizzatori
Giappone
- Dai-Nippon Teikoku Kaigun Kōkū Hombu